# Gonomyia platymera
Gonomyia platymera är en tvåvingeart som beskrevs av Alexander 1939. Gonomyia platymera ingår i släktet Gonomyia och familjen småharkrankar. Inga underarter finns listade i Catalogue of Life.